# Le Futur dans le rétro
Pour plus de détails, voir Fiche technique et Distribution.
Le Futur dans le rétro est un film franco-camerounais réalisé par Jean-Marie Teno et sorti en 2018.

## Fiche technique
- Titre : Le Futur dans le rétro
- Réalisation : Jean-Marie Teno
- Scénario : Jean-Marie Teno
- Photographie : Jean-Marie Teno
- Son : Jean-Marie Teno
- Montage : Jean-Marie Teno
- Musique : Bourama Traoré
- Production : Les Films du Raphia - Raphia Films Productions
- Pays d'origine :  France -  Cameroun
- Durée : 89 minutes
- Date de sortie : France - 4 mai 2018

## Sélection
- FESPACO 2019